# Даміан Альварес Аркос
Даміан Альварес Аркос (ісп. Damián Álvarez Arcos; нар. 11 березня 1973, Веракрус) — мексиканський футболіст, що грав на позиції нападника.
Виступав, зокрема, за «Атлас», «Даллас Берн» та «Америку», а також національну збірну Мексики.

## Клубна кар'єра
У дорослому футболі дебютував 1991 року виступами за команду «Атлас», в якій провів чотири сезони, взявши участь у 70 матчах чемпіонату.
Згодом з 1995 по 1997 рік грав у складі «Леона», після чого перебрався до США, де став гравцем «Даллас Берн», з яким того ж року виграв Відкритий кубок США. В перерві між сезонами MLS 1997 і 1998 років недовго пограв на батьківщині за «Гвадалахару», перш ніж повернутися в Даллас в 1998 році. Але цього разу мексиканець не міг похизуватись високою результативність і по ходу сезону Альварес був відданий в інший місцевий клуб, «Нью-Інгленд Революшн» в обмін на колумбійця Оскара Пареху. Втім у новій команді Даміан з'явився лише двічі і після закінчення сезону 1998 року покинув МЛС.
В подальшому виступав за ряд мексиканських клубів, але ніде надовго не затримувався і завершив ігрову кар'єру у команді «Насьйональ Тіхуана», за яку виступав протягом 2003—2004 років у другому дивізіоні країни.

## Виступи за збірні
1991 року залучався до складу молодіжної збірної Мексики, з якою був учасником молодіжного чемпіонату світу в Португалії. Там він був основним гравцем своєї команди, виступав у всіх чотирьох іграх і забив гол на груповому етапі у матчі зі Швецією (3:0), а його національна команда вилетіла у чвертьфіналі.
1992 року захищав кольори олімпійської збірної Мексики на Олімпійських іграх в Барселоні, де він зіграв два матчі, виходячи на заміни, але Мексика не вийшла з групи.
15 вересня 1996 року дебютував в офіційних матчах у складі національної збірної Мексики в відбірковому матчі до чемпіонату світу проти Сент-Вінсент і Гренадин (3:0) в Кінгстоні, Ямайка, замінивши Куаутемока Бланко на 81-ій хвилині та забивши свій дебютний гол в заключні хвилини. Альварес також забив у своєму останньому матчі 5 лютого 1997 року проти Еквадору (3:1). Всього протягом кар'єри у національній команді, яка тривала 2 роки, провів у її формі 6 матчів, забивши 2 голи.